# Alchemilla kurdica
Alchemilla kurdica är en rosväxtart som beskrevs av Werner Hugo Paul Rothmaler och Joseph Friedrich Nicolaus Bornmüller. Alchemilla kurdica ingår i släktet daggkåpor, och familjen rosväxter. Inga underarter finns listade i Catalogue of Life.